# Yves Rose Morquette
Yves Rose Myrtil Roquette est une femme politique haïtienne, ancienne ministre à la condition féminine et aux droits des femmes. 
Membre du parti Fusion des socio-démocrates (Pati Fizyon Socyal Demokrat Ayisyen), elle est nommée ministre le 18 janvier 2015 dans le gouvernement d'Evans Paul. Elle s'attache à lutter contre les violences faites au femmes et lance un atelier pour participer à l'élaboration d'une loi-cadre de prévention. Mais son mandat est très bref : le 5 août 2015, elle démissionne du gouvernement pour protester contre le comportement du président Michel Martelly. L'élément déclencheur est une blague grivoise et sexiste que le chef de l'État prononce à l’encontre d’une femme qui proteste contre l'inefficacité du gouvernement et qui réclame l'électrification de son village, lors d’un meeting politique à Miragoâne, le 28 juillet 2015. Deux autres membres du gouvernement démissionnent également : Victor Benoit, ministre des affaires sociales et du travail, et Mozart Clerisson, secrétaire d’État à l’alphabétisation. Tous trois sont membres de Fusion et quittent ainsi un gouvernement où ils sont dans l'incapacité de faire avancer leurs idées et leur programme politique. 
En 2020, elle fait partie des personnalités qui lancent le Club des anciennes ministres et secrétaires d’État d’Haïti (CAMSEH) pour oeuvrer au développement de la première république noire du monde. Elle y est membre du conseil de direction. 